# Aszur-dan I
Aszur-dan I (akad. Aššur-dān, tłum. „bóg Aszur jest potężny”) – król Asyrii, syn i następca Ninurta-apil-Ekura, według Asyryjskiej listy królów panować miał przez 46 lat. Jego rządy datowane są na lata 1178-1133 p.n.e.
Używał częściej w inskrypcjach tytułu „namiestnika” (akad. iššaku) niż „króla” (akad šarru). W celu obrony rodzimej Asyrii przed grabieżami dokonywanymi przez plemiona górskie często wyprawiał się w rejon Małego Zabu.